# Bangladesh aux Jeux olympiques d'été de 2004
Le Bangladesh participe aux Jeux olympiques d'été de 2004 à Athènes. Il s'agit de leur 6e participation à des Jeux d'été.
La délégation bangladaise, composée de 33 athlètes, termine sans médaille.

## Engagés par sport

### Athlétisme
Mohammad Shamsuddin participe au 100m.

### Tir
Muhammad Asif Hossain Khan participe au tir à la carabine à 10 m air comprimé.

### Natation
| Hommes                                  | Femmes                                                                             |
| --------------------------------------- | ---------------------------------------------------------------------------------- |
| 50 m nage libre : - Ahmed Mohamed Jewel | 50 m nage libre : - Doli Akhter : 61e temps en série (30 s 72), éliminée en série. |